# Arthur Hill (5e marquis de Downshire)
Arthur Wills Blundell Trumbull Sandys Roden Hill, 5e marquis de Downshire (24 décembre 1844 - 31 mars 1874), est un pair irlandais, appelé comte de Hillsborough jusqu'en 1868.    

## Biographie
Il devient Marquis de Downshire en 1868 à la mort de son père. Il vit au siège familial d'Easthampstead Park, dans le Berkshire, et du château de Hillsborough, à Hillsborough, dans le comté de Down,,. 
Il est le fils d'Arthur Hill (4e marquis de Downshire) (1812-1868), surnommé le «grand marquis», et de Caroline Frances Stapleton Cotton, fille aînée de Stapleton Cotton, 1er vicomte Combermere. Il est le frère d'Alice Maria Hill (7 novembre 1842 - 25 février 1928), qui épouse Thomas Taylour (comte de Bective), et le colonel Lord Arthur William Hill (1846-1931),. 
Il épouse Georgiana Elizabeth Balfour (décédée le 12 janvier 1919), le 25 juillet 1870, fille du colonel John Balfour de Balbirnie (1811-1895) et Georgiana Isabel (Campbell) Balfour (décédé le 3 décembre 1884). Leur seul enfant est Arthur Hill (6e marquis de Downshire). 
Il est capitaine du Royal South Down Regiment of Militia de 1862, cornet et lieutenant du 1er régiment de Life Guards de 1866, cornet du West Somerset Regiment of Yeomanry et lieutenant-adjoint du comté de Down en 1872, et connétable du château d'Hillsborough. 
Arthur Hill et son père ont joué un rôle de premier plan dans la plantation d’arbres dans le parc de leur château de Hillsborough. 